# ATX
ATX ili Advanced Technology extended je vrsta formata matičnih ploča za računalske sisteme koje je razvila američka tvrtka Intel 1995. godine, i de facto industrijski standard za matične ploče i povezane komponente. Trenutna specifikacija matičnih ploča u ATX formatu je v2.2 dok je najzadnja inačica za izvor napajanja ATX12V nosi broj 2.31. Kao specifikacija ATX u sebi sadrži ključne dimenzije, točke za montiranje, ulazno/izlazne panele, ulaz za napajanje i spojnik između matične ploče i kučišta, matična ploča i priključak za napon. ATX standard omogućio je standardizaciju komponenti, što je omogućilo masovnu proizvodnju, i tako utjecalo na razvoj računalske industrije.

## Varijante
| Ime                   | Obrazac (širina × dubina) | Boja u ilustraciji |
| --------------------- | ------------------------- | ------------------ |
| FlexATX               | (229 × 191 mm)            |                    |
| microATX i EmbATX     | (244 × 244 mm)            |                    |
| Mini ATX              | (284 × 208 mm)            |                    |
| Standard ATX          | (305 × 244 mm)            |                    |
| EATX (extended ATX)   | (305 × 330 mm)            |                    |
| WTX (workstation ATX) | (356 × 425 mm)            |                    |

## Svojstva